# Ivo Milazzo
Pour les articles homonymes, voir Milazzo (homonymie).
Ivo Milazzo est un dessinateur de bande dessinée italien, né le 20 juin 1947 à Tortone (Piémont, Italie). Il a signé quelques œuvres du pseudonyme collectif Maurizio Mantero (avec Berardi et Calegari).

## Biographie
Depuis 1997, il enseigne à l'Académie des Beaux-arts de Carrare où il est titulaire de la chaire de langage et techniques de la bande dessinée.

## Œuvres
- série Le Maître Rouge, scénario de Francesco Artibani, dessins d'Ivo Milazzo, Les Humanoïdes Associés coll. « Dédales »
  - L'Ange du château (2006)
  - La Compagnie de la mort charitable (2006)

- Il fait partie des nombreux dessinateurs de la série American vampire chez Urban Comics coll. « Vertigo Classiques »
  - tome 6 : Une virée en enfer (2014)

- Il participe aux dessins de la série Des dieux et des hommes, aux côtés de Peter Snejbjerg sur un scénario de Jean-Pierre Dionnet, Dargaud
  - tome 4 : Un château en Bavière (2012)

- Il dessina dans un tome de la série érotique Diva, aux côtés de Liberatore, Massimo Rotundo, chez  "Glittering Images edizioni d'essai"
  - Un certain regard (1987)

- série Esprit du vent (Magico Vento (it)), scénario de Gianfranco Manfredi, dessins d'Ivo Milazzo, Mosquito coll. « Horizons Lointains »
  - tome 7 : Shado (2009)

- série Tex, scénario de Claudio Nizzi, dessins d'Ivo Milazzo, Clair de Lune coll. « Encre de Chine »
  - tome 13 : Sang sur le colorado (2009)

- Tom's Bar, scénario de Giancarlo Berardi, dessins d'Ivo Milazzo, chez Mosquito (2005)

- Marvin, l'affaire Marion Colman, scénario de Giancarlo Berardi, dessins d'Ivo Milazzo, chez Mosquito (2006)

- Tiki, scénario de Giancarlo Berardi, dessins d'Ivo Milazzo, chez Mosquito (2007)

- Un drago a forma di nuvola, sur un scénario d'Ettore Scola (2014, inédit en France)

- série Ken Parker, scénario de Giancarlo Berardi, dessins d'Ivo Milazzo, chez Soleil Productions coll. « Soleil de l'ouest » pour les tomes 1-2, puis chez Ligne d'ombre
  - t1 Meurtre à Washington (1992)
  - t2 Chemako (1992)
  - t3 Lily et le trappeur (2003)
  - t4 Home sweet home (2004)
  - Cette série est la suite des aventures de "Scotty Long Rifle" parues chez Mon journal au sein de la revue Long Rifle (1976-1985).

## Récompenses et distinctions
- 1999 :  Prix Haxtur de la meilleure couverture pour Tom's Bar (Totem-El Comix  n°31)
- 2013 :  Prix Haxtur de la meilleure histoire longue (avec Claudio Nizzi) et du meilleur dessin pour Tex : Sang sur le Colorado